# Handelsappellationsgericht München
Das Handelsappellationsgericht München (1825–1856: Wechselappellationsgericht München) war ein Handelsgericht zweiter Instanz in München.

## Geschichte
Die kurbayerische Wechsel- und Merkantilordnung von 1785 sah vor, dass das Wechsel- und Merkantilgericht II. Instanz in München die Appellationsinstanz für Wechselprozesse sein solle. 1801 übernahm der Hofrat diese Funktion.
Am 11. September 1825 wurde das neue Wechselrecht und eine Wechselgerichtsordnung für Bayern erlassen. Es galt nicht für die linksrheinischen Teile und nicht für die rechtsrheinischen ehemals preußischen Teile Bayerns: Dort waren Handelssachen den ordentlichen Gerichten zugewiesen. Als Gerichte zweiter Instanz dienten nun Wechselappellationsgerichte in München, Ansbach, Augsburg, Bamberg und Würzburg. Dem Wechselappellationsgericht München waren die Wechsel- und Merkantilgerichte Wechsel- und Merkantilgericht München (Isarkreis), Wechsel- und Merkantilgericht Passau (Stadt- und Kreisgericht Passau), Wechsel- und Merkantilgericht Straubing (Stadt- und Kreisgericht Straubing) und das Wechselgericht Regensburg (Regenkreis) nachgeordnet. 1838 wurde das Wechselappellationsgericht kurzfristig nach Freising verlegt und nannte sich dort Wechselappellationsgericht Freising.
Mit dem Gerichtsverfassungsgericht vom 1. Juli 1856 wurden die Wechselappellationsgerichte den Bezirksgerichten angegliedert und in Handelsappellationsgericht umbenannt. Die richterlichen Mitglieder waren Richter der Bezirksgerichte, ihnen waren Assessoren aus dem Kaufmannsstand beigeordnet. Die Wechselappellationsgerichte führten aber eigene Titel und Siegel. Das Handelsappellationsgericht München war nun für die Handelsgerichte München rechts der Isar, München links der Isar, Deggendorf, Landshut, Passau, Straubing, Amberg, Regensburg und Weiden zuständig.
Als zum 1. Juli 1862 das Allgemeine Deutsche Handelsgesetzbuch in Kraft trat, wurde das Handelsappellationsgericht Nürnberg das alleiniges Handelsappellationsgericht für die rechtsrheinischen Teile von Bayern. Das Handelsappellationsgericht München wurde aufgehoben.
Zum 1. Januar 1871 wurden drei Handelsappellationsgerichte eingerichtet. Neu entstanden das Handelsappellationsgericht Augsburg für Schwaben, das Handelsappellationsgericht München für Ober- und Niederbayern. Das Handelsappellationsgericht Nürnberg war für den Rest Bayerns zuständig. Den Sprengel des Handelsappellationsgerichts München umfasste die Handelsgerichte München rechts der Isar, München links der Isar, Landshut und Passau.
Mit den Reichsjustizgesetzen wurde die Handelsgerichtsbarkeit 1879 aufgehoben und Handelssachen an die ordentlichen Gerichte verwiesen. Damit wurde auch das Handelsappellationsgericht Augsburg aufgehoben.